# Sminthopsis archeri
Sminthopsis archeri е вид бозайник от семейство Торбести мишки (Dasyuridae).

## Разпространение
Видът е разпространен в Австралия (Куинсланд) и Папуа Нова Гвинея.